# Bout de Zan et le Chien ratier
Bout de Zan et le Chien ratier és una pel·lícula muda francesa escrita i dirigida per Louis Feuillade i estrenada el 4 de juliol de 1913.
Aquesta pel·lícula forma part de la sèrie Bout de Zan.

## Repartiment
- René Poyen : Bout de Zan